# Helmut Pfister
Helmut Pfister (* 14. Juli 1927 in Würzburg; † 9. Januar 2014) war ab 1977 bis zum 28. Februar 1990 der vorletzte Präsident des Posttechnischen Zentralamtes in Darmstadt.

## Leben
Die Ausbildung bei der Deutschen Bundespost begann er 1951 im Bezirk der Oberpostdirektion Nürnberg. Danach war er in Braunschweig, Köln und Mülheim an der Ruhr tätig. Als Referatsleiter wechselte er 1962 ins Bundespostministerium, die Beförderung zum Ministerialdirigenten erfolgte 1971.
In seine Amtszeit als Präsident des PTZ ab dem 1. März 1977 fiel unter anderem die Entwicklung der Briefverteilanlage, eine neue Verteiltechnik für Postpakete und Päckchen.

## Werke
- »Postbankdienste auf dem Wege des Fortschritts«; in: Jahrbuch des Postwesens 1975
- Mitautor des Handwörterbuchs des Postwesens. 3. Auflage, Berlin 1971